# Dmanissi (municipalité)
La municipalité de Dmanissi (en géorgien : დმანისის მუნიციპალიტეტი) est un district de la région de Basse Kartlie en Géorgie, dont la ville principale est Dmanissi. Au recensement de 2002, il comptait 28 034 habitants.